# Едді Редмейн
Едді Редмейн (англ. Eddie Redmayne, нар. 6 січня 1982) — британський актор і модель. Володар премій «Оскар» (2015) і «Тоні» (2010).

## Біографія
Едді Редмейн народився в Лондоні, Велика Британія. Деякий час навчався в Ітонському коледжі, потім перевівся в Триніті-коледж при Кембриджі на факультет історії мистецтв, який закінчив у 2003 році.
Дебют Едді на сцені відбувся в 2002 році в театрі «Глобус» в п'єсі Шекспіра «Дванадцята ніч». Він також виграв премію в номінації Видатний початківець актор на 50-й церемонії Critics 'Circle Theatre Awards за роль Едварда Олбі (2004).
У 2009 році Едді зіграв у новій п'єсі Джона Логана «Червоне», за роль в якій отримав «Премію Лоуренса Олів'є» в 2010 році, як Найкращий актор другого плану. Він знову зіграв свою роль в даній драмі в театрі на Бродвеї, за що отримав премію «Тоні» в номінації Найкраще виконання видатним актором в постановці.
Серед телевізійних робіт Едді Редмейна числиться мінісеріал BBC «Тесс з роду д'Ербервіллів», серіал «Стовпи Землі», а також фільми, серед яких найбільш відомі «Окис», «Читаючи думки», «Хибна спокуса», «Дика грація» і «Ще одна з роду Болейн».
На цей момент Едді зіграв роль у трьох фільмах, які базуються на історичному періоді Тюдорів.
У 2008 році Едді Редмейн став моделлю для Burberry.
У 2014 році актор зіграв роль Стівена Хокінга у фільмі «Теорія всього», за яку він отримав премію «Оскар», BAFTA, «Золотий глобус» і премію Гільдії кіноакторів за найкращу чоловічу роль, зображуючи боротьбу науковця із хворобою БАС.

## Нагороди
- «Оскар» (2015)
- «Золотий глобус» (2015)
- Премія Гільдії кіноакторів (2015)
- BAFTA (2015)

## Фільмографія
| Рік  |    | Українська назва                                  | Оригінальна назва                                     | Роль                       |
| ---- | -- | ------------------------------------------------- | ----------------------------------------------------- | -------------------------- |
| 1998 | с  | Ковчег тварин                                     | Animal Ark                                            | Джон Гарді                 |
| 2003 | с  | Лікарі                                            | Doctors                                               | Роб Гантлі                 |
| 2005 | тф | Єлизавета I                                       | Elizabeth I                                           | Саутгемптон                |
| 2006 | ф  | Читаючи думки                                     | Like Minds                                            | Алекс Форбс                |
| 2006 | ф  | Хибна спокуса                                     | The Good Shepherd                                     | Едвард Вілсон молодший     |
| 2007 | ф  | Дика грація                                       | Savage Grace                                          | Ентоні Бейкеланд           |
| 2007 | ф  | Елізабет: Золота доба                             | Elizabeth: The Golden Age                             | Томас Бебінгтон            |
| 2008 | ф  | Жовта хусточка щастя                              | The Yellow Handkerchief                               | Горді                      |
| 2008 | ф  | Ще одна з роду Болейн                             | The Other Boleyn Girl                                 | Вільям Стаффорд            |
| 2008 | тф | Тесс із роду д'Ербервіллів                        | Tess of the D'Urbervilles                             | Ангел Клер                 |
| 2009 | ф  | Окис                                              | Powder Blue                                           | Кверті Дулітл              |
| 2009 | ф  | 1939                                              | Glorious 39                                           | Ральф                      |
| 2010 | ф  | Чорна смерть                                      | Black Death                                           | Осмунд                     |
| 2010 | с  | Стовпи землі                                      | The Pillars of the Earth                              | Джек                       |
| 2011 | ф  | Провінціалка                                      | Hick                                                  | Едді Крізер                |
| 2011 | ф  | 7 днів і ночей з Мерилін                          | My Week with Marilyn                                  | Колін Кларк                |
| 2011 | тф | Чудесний рік                                      | The Miraculous Year                                   | Коннор Лінн                |
| 2012 | тф | Пташина пісня                                     | Birdsong                                              | Стівен Врейсфорд           |
| 2012 | ф  | Знедолені                                         | Les Miserables                                        | Маріус Понмерсі            |
| 2014 | ф  | Теорія всього                                     | The Theory of Everything                              | Стівен Гокінг              |
| 2015 | ф  | Піднесення Юпітер                                 | Jupiter Ascending                                     | Балем Абрасакс             |
| 2015 | мф | Томас і друзі: Легенда Содора про втрачений скарб | Thomas & Friends: Sodor's Legend of the Lost Treasure | Райан                      |
| 2015 | ф  | Дівчина з Данії                                   | The Danish Girl                                       | Ейнар Вегенер / Лілі Ельбі |
| 2016 | ф  | Фантастичні звірі і де їх шукати                  | Fantastic Beasts and Where to Find Them               | Ньют Скамандер             |
| 2018 | ф  | Фантастичні звірі: Злочини Ґріндельвальда         | Fantastic Beasts: The Crimes of Grindelwald           | Ньют Скамандер             |
| 2019 | ф  | Аеронавти                                         | The Aeronauts                                         | Джеймс Глейшер             |
| 2020 | ф  | Суд над чиказькою сімкою                          | The Trial of the Chicago 7                            | Том Хейден                 |
| 2022 | ф  | Фантастичні звірі: Таємниці Дамблдора             | Fantastic Beasts: The Secrets of Dumbledore           | Ньют Скамандер             |
| 2022 | ф  | Хороший медбрат                                   | Good Nurse                                            | Чарльз Каллен              |
| 2024 | с  | День Шакала                                       | The Day of the Jackal                                 | Шакал                      |